# (2964) Jaschek
(2964) Jaschek (1974 OA1) – planetoida z pasa głównego asteroid okrążająca Słońce w ciągu 4,18 lat w średniej odległości 2,59 j.a. Odkryta 16 lipca 1974 roku.